# Gerichtsbezirk Sesana
Der Gerichtsbezirk Sesana (italienisch, auch Sessana; slowenisch Sežana, deutsch: Zizan) war ein dem Bezirksgericht Sesana unterstehender Gerichtsbezirk in der Gefürsteten Grafschaft Görz und Gradisca.
Der Gerichtsbezirk umfasste Gebiete in der heutigen, slowenischen Region Obalno-kraška an der Staatsgrenze zu Italien und gehörte zum Bezirk Sesana. Nach dem Ersten Weltkrieg musste Österreich den gesamten Gerichtsbezirk an Italien abtreten, nach dem Zweiten Weltkrieg gelangte das Gebiet an Jugoslawien.

## Geschichte
Der Gerichtsbezirk Sesana wurde um 1850 infolge der Auflösung der ursprünglichen Patrimonialgerichtsbarkeit in der Gefürsteten Grafschaft Görz und Gradisca sowie wie im gesamten Kaisertum Österreich geschaffen. Der Gerichtsbezirk unterstand dem für die gesamte Grafschaft zuständigen Landesgericht Görz, dass wiederum dem Oberlandesgericht Triest, dass am 1. Mai 1850 seine Tätigkeit aufnahm, unterstellt war.
Auch nachdem Görz und Gradisca bzw. Triest sowie Istrien vom ursprünglichen Kronland Küstenland ihre Selbständigkeit als Kronland erlangten, blieb das Oberlandesgericht Triest die oberste Instanz für den Gerichtsbezirk Sesana.
Der Gerichtsbezirk Sesana bildete im Zuge der Trennung der politischen von der judikativen Verwaltung
ab 1868 gemeinsam mit dem Gerichtsbezirk Comen den Bezirk Sesana (auch Bezirk Sessana).
Der Gerichtsbezirk wies 1910 eine Bevölkerung von 15.753 Personen auf, von denen 15.488 Slowenisch als Umgangssprache angaben. Weiters lebten im Gerichtsbezirk 80 Deutschsprachige, 93 Italienischsprachige und 92 Anderssprachige oder Staatsfremde.
Durch die Grenzbestimmungen des am 10. September 1919 abgeschlossenen Vertrages von Saint-Germain wurde der Gerichtsbezirk Sesana zur Gänze Italien zugeschlagen. Nach dem Zweiten Weltkrieg gelangte das Gebiet an Jugoslawien, heute ist es ein Teil Sloweniens.

## Gerichtssprengel
Der Gerichtssprengel umfasste 1910 die 14 Gemeinden Avber, Lokev (Corgnale), Dutovlje
Kopriva, Naklo, Povir, Rodlik, Sesana, Skopo, Štjak, Štorje, Tomaj, Veliki Repen (Großrepen bzw. Repno) und Zgonik.